# Havok引擎
Havok引擎，全称为Havok游戏动力学开发工具包（Havok Game Dynamics SDK），一般称为Havok，是一个用于物理（动力学）效应模拟的游戏引擎，为电子游戏所设计，注重在游戏中对于真实世界的模拟。使用撞击监测功能的Havok引擎可以让更多真实世界的情况以最大的拟真度反映在游戏中。
2015年10月2日，微軟宣佈從Intel收購Havok。

## 版本演進
Havok的1.0版本是在2000年的游戏开发者大会（GDC）上面发布的；2.0版本在2003年的GDC大会上发布；4.5版本在2007年3月釋出。原始碼在取得引擎使用授權之後便會收到。目前，Havok可以在微軟的Windows作業系統、Xbox與Xbox360，任天堂的GameCube與Wii、索尼的PS2、PS3與PSP、蘋果電腦的Mac OS X、Linux等作業系統或遊戲主機上使用。此遊戲引擎是用C語言／C++語言所撰寫而成。
最新的5.5版本在2008年2月釋出。新版本的SDK更完善，更人性化。亦加入了新的物理效果，例如布料的擺動效果。在示範中，Havok利用了斗篷來表現這個效果。當人物走動的時候，其背後的斗篷會隨著人的移動來擺動。破壞效果方面，新增了物體的破碎和變形。非商業應用的物理引擎是免費提供的，目的是加大普及率。。隨後，商業的遊戲應用亦變成免費。不過商業應用但非遊戲，和引擎的全部源代碼，就需要付款。

## 使用狀況
自从Havok引擎发布以来，它已经被应用到超过150个游戏之中。最早，使用Havok引擎的游戏大多数都是第一人称射击类别，但隨著遊戲開發的複雜度與規模越來越大，其他類型的遊戲也想要有更加真實的物理表現，有越來越多的其他類型的遊戲採用Havok引擎，例如為即時戰略類型，Ensemble Studios的世紀帝國III與暴雪娛樂的星海爭霸II；競速類型，世嘉公司的音速小子與索尼發行的摩托風暴。在软件3D Studio Max和Maya 3D中也能看到已经打包为插件的Havok引擎。同时，文明6也使用了这一物理引擎。

## Havok FX
為了和PhysX競爭，Havok FX可以使用多繪圖處理器的技術來加速物理計算，包括了NVIDIA的SLI和ATI的交火技术。Havok將物理運算分為特效和遊戲運算，特效運算（如爆炸時的煙霧）將會由GPU的Shader Model 3.0來進行運算，進而減輕CPU的負擔。而遊戲物理運算則仍然由CPU處理。由於英特尔收購了Havok，前者顯然希望物理計算由CPU負責，所以由顯示卡加速Havok FX的開發似乎已經被取消。
在GDC09展覽中，演示中的Havok引擎使用了ATI的顯示核心作為加速。由於引擎是基於OpenCL架構進行開發，所以處理器和顯示核心都可以為其進行計算。

## 使用Havok的著名遊戲
- 《刺客信条系列》
- 《现代战争4：决战时刻》
- 《戰慄時空2》
- 《星际争霸II》
- 《风暴英雄》
- 《江湖本色2》
- 《凯恩与林奇：死人》
- 《凯恩与林奇2：伏天》
- 《榮譽勳章：太平洋戰役》
- 《斬除妖魔》
- 《世紀帝國III》
- 《戰慄突擊》
- 《縱橫諜海：混沌理論》
- 《最後一戰2》
- 《最後一戰3》
- 《四海兄弟III》
- 《血洗墨西哥》
- 《古剑奇谭三》
- 《伏魔咒》
- 《任天堂明星大亂鬥X》
- 《上古捲軸IV：湮沒》
- 《上古捲軸V：天际》
- 《上古卷軸Online》
- 《灵魂献祭》
- 《殺戮地帶》
- 《彩虹六號：圍攻行動》(用於物理引擎計算)
- 《惡靈古堡7 生化危機》
- 《怪物獵人 世界》
- 《文明帝國VI》
- 《激戰2》
- 《黑暗靈魂》
- 《黑暗靈魂II》
- 《黑暗靈魂III》
- 《暗黑破壞神III》（早期开发曾使用Havok，后来转为使用自制引擎[6]）
- 《孤膽車神：維加斯》
- 《孤膽車神：紐奧良》
- 《薩爾達傳說 旷野之息》
- 《坦克世界》（1.0版本開始使用Havok）
- 《香港秘密警察》
- 《无人深空》
- 《地球防卫军6》

## 使用Havok的软件
- 3DMark06
- 3DMark Vantage
- 3ds Max
- Adobe Atmosphere
- Adobe Shockwave
- The Source Engine